# 覺醒青年
覺醒青年（英語：Awakened Youth），簡稱覺青，是批踢踢（PTT）上與政治相關的台灣網路用語，通常出現在八卦板上。原指太陽花學運的年輕支持者，名稱源自其口號「公民覺醒」。該詞詞起初为正面名詞，但作為他稱的「覺青」涵義則被認為是偏向中性或負面。相關用語陸續於2015年的媒體專欄出現，持反對立場者用以批評學運人士，傳入PTT後逐漸演變成一種負面用語。根據2018年網路溫度計的數據分析顯示，部分網友認為覺青的特徵為過度理想化以及固執，支持女權主義、同性婚姻合法化、支持廢除死刑、支持大麻合法化、支持絕對的動物保護、反對核能發電，政治立場上也多較傾向獨派和反中情緒。

## 延伸閱讀
- 林冠任. .   [2021-10-12]. （原始内容存档于2021-11-02）.